# Bechhofen (Bawaria)
Bechhofen, Bechhofen an der Heide – gmina targowa w Niemczech, w kraju związkowym Bawaria, w rejencji Środkowa Frankonia, w regionie Westmittelfranken, w powiecie Ansbach. Leży około 16 km na południe od Ansbachu, nad rzeką Wieseth.

## Dzielnice
W skład gminy wchodzą następujące dzielnice: Bechhofen, Aub, Birkach, Burgstallmühle, Fröschau, Großenried, Heinersdorf, Kallert, Kaudorf, Kleinried, Königshofen, Lettenmühle, Liebersdorf, Mörlach, Oberkönigshofen, Reichenau, Röttenbach, Rohrbach, Rottnersdorf, Sachsbach, Selingsdorf, Thann, Voggendorf, Waizendorf, Weidendorf, Weihermühle, Wiesethbruck, Winkel.